# Charles Pierre
Charles Pierre är/var en engelsk kompositör som skrivit en del filmmusik för nordiska filmer.  
Bland annat har han tillsammans med Catherine McCarthy komponerat "Yankeee Doodle Polka" som var med i tre svenska filmer på 1950-talet: Flottare med färg, Åsa-Nisse på hal is och Flottans muntergökar.
Charles Pierre och även Catherine McCarthy kan vara pseudonymer.

## Filmmusik i urval
- 1958 – Slag för slag
- 1953 – Glasberget